# Heinrich Philipp Schmidt
Heinrich Philipp Schmidt (* 5. Februar 1863 in Windecken (Main-Kinzig-Kreis); † 13. August 1933 ebenda) war ein deutscher Landwirt und Abgeordneter des Provinziallandtages der preußischen Provinz Hessen-Nassau.

## Leben
Heinrich Philipp Schmidt war der Sohn des Schuhmachermeisters Valentin Schmidt und dessen Ehefrau Susanne Lind. In seinem Heimatdorf betrieb er eine Landwirtschaft, betätigte sich politisch in der Hessen-Nassauischen Arbeitsgemeinschaft und erhielt 1926 einen Sitz im Kurhessischen Kommunallandtag des Regierungsbezirks Kassel. Dieser wählte ihn aus seiner Mitte zum Abgeordneten des Provinziallandtages der Provinz Hessen-Nassau. Schmidt legte noch im selben Jahr sein Mandat nieder. Sein Nachfolger wurde Heinrich Lind.